# 野村金吾
野村 金吾（のむら きんご、1907年2月24日 - 没年不詳）は、日本の撮影技師である。本名野村 金次郎（のむら きんじろう）。

## 人物・来歴
1907年（明治40年）2月24日に生まれる。
旧制中学校に進学するも、中途退学して映写技師となり、映画常設館に2年間勤務する。満16歳となった1923年（大正12年）5月、牧野省三がマキノ映画製作所を設立するとともに同社に入社、等持院撮影所現像部に配属される。同社は、1924年（大正13年）7月に東亜キネマに吸収合併され、同撮影所は東亜キネマ等持院撮影所となるが、1925年（大正14年）6月には、牧野が再度独立、御室撮影所を開いてマキノ・プロダクションを設立、野村はこれに同行する。記録に残るもっとも古い野村のクレジットは、満20歳になった1927年（昭和2年）4月1日『週間苦行』（監督マキノ正博）であり、三木稔（三木滋人）との共同で撮影技師としてクレジットされた。1929年（昭和4年）7月25日、牧野省三が亡くなり、同年9月にマキノ正博を核とした新体制が発表になると、野村は、松浦茂、石野誠三、三木稔、大塚周一らとともに「撮影技師」に名を連ねた。その後、新体制下のマキノ・プロダクションは財政が悪化し、1931年（昭和6年）4月3日に公開された『親爺天国』（監督三上良二）を最後に退社している。
3年のブランクを経て、1934年（昭和9年）には、嵐寛寿郎率いる嵐寛寿郎プロダクションに入社、新しいトーキーシステムを携えて京都に戻ってきたマキノ正博が録音技師を務める作品で、いくつかトーキー作品の撮影を務めるようになる。1937年（昭和12年）10月5日に発行された『毎日年鑑』（毎日新聞社）の同社の項目では、所長の嵐寛寿郎、脚本部の白谷一夫、監督部に仁科紀彦（仁科熊彦）と吉田保次、そして撮影部に吉見滋男とともに名を連ねている。
同年、奈良・あやめ池の全勝キネマに移籍し、ふたたびサイレント映画の撮影を手がけるが、満31歳となった1938年（昭和13年）9月15日に公開された『義剣血風陣』（監督金田繁、解説版）以降、作品歴が不明である。没年不詳。

## フィルモグラフィ
クレジットは特筆以外すべて「撮影」である。公開日の右側には監督を含む監督以外のクレジットがなされた場合の職名、および東京国立近代美術館フィルムセンター（NFC）、マツダ映画社所蔵等の上映用プリントの現存状況についても記す。同センター等に所蔵されていないものは、とくに1940年代以前の作品についてはほぼ現存しないフィルムである。資料によってタイトルの異なるものは併記した。

### マキノプロダクション御室撮影所
すべて製作は「マキノ・プロダクション御室撮影所」、配給は「マキノ・プロダクション」、すべてサイレント映画である。
- 『週間苦行』 : 監督マキノ正博、1927年4月1日公開 - 三木稔と共同撮影
- 『学生五人男 暗黒篇』 : 監督マキノ正博、1927年6月14日公開 - 藤井春美と共同撮影
- 『鍵穴』 : 監督マキノ正博、1927年8月5日公開
- 『学生五人男 飛躍篇』 : 監督久保為義・マキノ正博、1927年8月19日公開 - 三木稔と共同撮影
- 『越後獅子 人情篇』（『越後獅子 小品三曲集の内 人情篇』[4]） : 監督中島宝三、1928年1月5日公開
- 『武士道華やかりしき頃 仇討篇』 : 監督中島宝三、1928年1月24日公開
- 『娘天晴れよう惚れた』（『娘天晴れ好う惚れた』[4]） : 監督中島宝三、1928年4月9日公開
- 『首斬地蔵』（『首切地蔵』[4]） : 監督中島宝三、1928年6月1日公開
- 『捕吏』 : 監督中島宝三、1928年7月6日公開
- 『神州天馬侠 第四篇』 : 監督吉野二郎、1928年9月21日公開
- 『柳生二蓋笠』 : 監督中島宝三、1928年12月12日公開
- 『阿呆重』 : 監督中島宝三、1929年1月20日公開
- 『水戸黄門 東海道篇』（『水戸黄門』[4]） : 監督中島宝三、1929年2月1日公開
- 『豊大閤 足軽篇』 : 監督中島宝三、1929年3月21日公開
- 『剣侠乱舞 前篇』 : 監督中島宝三、1929年4月26日公開
- 『後の水戸黄門』[3][4]（『続水戸黄門 山陽道篇』[4]） : 監督中島宝三、1929年5月17日公開
- 『剣侠乱舞 後篇』 : 監督中島宝三、1929年5月31日公開
- 『怪異千姫狂乱』（『千姫狂乱』[4]） : 監督中島宝三、1929年7月5日公開
- 『弥次喜多 第四篇』 : 監督吉野二郎、1929年8月8日公開
- 『西南戦争』 : 監督中島宝三、1929年10月4日公開
- 『明烏夢泡雪』 : 監督吉野二郎、1929年10月17日公開
- 『特急本塁打』 : 監督三上良二、1930年1月10日公開
- 『母校の名誉』 : 監督川浪良太、1930年1月31日公開
- 『草に祈る』 : 監督三上良二、1930年3月7日公開
- 『日本巌窟王 前篇』 : 監督中島宝三、1930年3月14日公開
- 『日本巌窟王 後篇』 : 監督中島宝三、1930年4月4日公開
- 『本朝野士縁起 第一篇』 : 監督中島宝三、1930年5月1日公開
- 『砲声轟く』 : 監督三上良二、1930年5月23日公開
- 『少年戦線』 : 監督三上良二、1930年7月6日公開 - 撮影、『改訂 少年戰線』の題・62分尺で現存（NFC所蔵[5]）
- 『お化同心』 : 監督中島宝三、1930年9月5日公開
- 『浜松屋 弁天小僧』（『浜松屋』[4]） : 監督吉野二郎、1930年10月3日公開
- 『須磨の仇浪』 : 監督三上良二、1930年10月3日公開
- 『侠骨日記』 : 監督三上良二、1930年10月17日公開
- 『快男子』 : 監督柏木一雄、1930年12月19日公開
- 『真田十勇士』（『真田十勇士 第一篇』[4]） : 監督金森万象・稲葉蛟児・滝沢英輔・三上良二・久保為義、1931年1月15日公開 - 松浦茂・大塚周一・木村角山・大森伊八・下村健二と共同撮影
- 『不景気大征伐』 : 監督三上良二、1931年3月13日公開
- 『親爺天国』 : 監督三上良二、1931年4月3日公開

### 嵐寛寿郎プロダクション
すべて製作は「嵐寛寿郎プロダクション」、配給は「新興キネマ」、特筆以外はすべてサイレント映画である。
- 『鞍馬天狗 地獄の門』 : 監督吉田信三、1934年1月14日公開
- 『銭形平次捕物控 紅蓮地獄』（『紅蓮地獄』『紅連地獄』[4]） : 監督山本松男、1934年4月25日公開
- 『兵学往来髭大名』 : 監督山上伊太郎、1934年6月14日公開
- 『馬子唄時雨街道』 : 監督山本松男、1934年8月11日公開
- 『喧嘩一代』 : 監督山本松男、1934年9月20日公開
- 『鞍馬天狗 第一篇 絨り首暗躍篇』[3][4]（『鞍馬天狗 前篇』[4]『鞍馬天狗 鉞組暗躍篇』[5]） : 監督曾根千晴、録音マキノ正博、サウンド版、1934年12月31日公開 - 撮影、『鞍馬天狗 鉞組暗躍篇』の題・数秒の断片が現存（NFC所蔵[5]）
- 『鞍馬天狗 第二篇 丁字屋敷活殺篇』（『鞍馬天狗 中篇』[4]） : 監督曾根千晴、録音マキノ正博、サウンド版、1935年1月5日公開
- 『鞍馬天狗 第三篇 影義隊乱刃篇』（『鞍馬天狗 後篇』[4]） : 監督曾根千晴、録音マキノ正博、サウンド版、1935年1月15日公開
- 『なりひら小僧 春霞八百八町』（『春霞八百八町』[4]） : 監督マキノ正博・山本松男、録音マキノ正博、トーキー、1935年3月21日公開
- 『鬼伏せ頭巾』 : 監督後藤岱山、原作村上浪六、撮影田中十三、主演綾小路絃三郎・五十鈴桂子、製作エトナ映画社、トーキー、1935年製作・配給 - 脚本
- 『活人剣 荒木又右衛門』 : 監督・録音マキノ正博、トーキー、1935年8月15日公開
- 『鞍馬天狗 江戸日記 前篇』 : 監督山本松男、録音マキノ正博、サウンド版、1935年10月3日公開
- 『右門捕物帖 晴々五十三次 乱麻篇』 : 監督山本松男、サウンド版、1935年12月31日公開
- 『右門捕物帖 晴々五十三次 裁決篇』 : 監督山本松男、サウンド版、1936年1月10日公開
- 『子負ひ虫』 : 監督益田晴夫、トーキー、1936年1月15日公開
- 『安兵衛十八番斬り』（『中山安兵衛』[4]） : 監督益田晴夫、サウンド版、1936年3月4日公開
- 『破れ合羽』 : 監督吉田保次、サウンド版、1936年7月3日公開
- 『又太郎大明神』 : 監督吉田保次、サウンド版、1936年8月13日公開
- 『鳴門秘帖 前篇 本土篇』（『鳴門秘帖 前篇』[4]） : 監督吉田保次、トーキー、1936年11月22日公開
- 『鳴門秘帖 鳴門篇』（『鳴門秘帖 前後篇』[4]） : 監督吉田保次、トーキー、1937年2月18日公開
- 『旅の風来坊』 : 監督仁科熊彦、トーキー、1937年4月22日公開
- 『御存知鞍馬天狗 千両小判』（『千両小判』[4]） : 監督仁科熊彦、トーキー、1937年7月29日公開

### 全勝キネマ
すべて製作・配給は「全勝キネマ」、すべてサイレント映画である。
- 『団十郎の勝』 : 監督熊谷草弥、1937年製作・公開
- 『弥太ッぺ月夜鴉』 : 監督山本松男、1937年製作・公開
- 『紅槍荒鷲隊』[3][4]（『紅顔荒鷲隊』[4]） : 監督山本松男、解説版、1937年製作・1938年1月22日公開
- 『義剣血風陣』 : 監督金田繁、解説版、1938年9月15日公開